# Wolfgang Karner

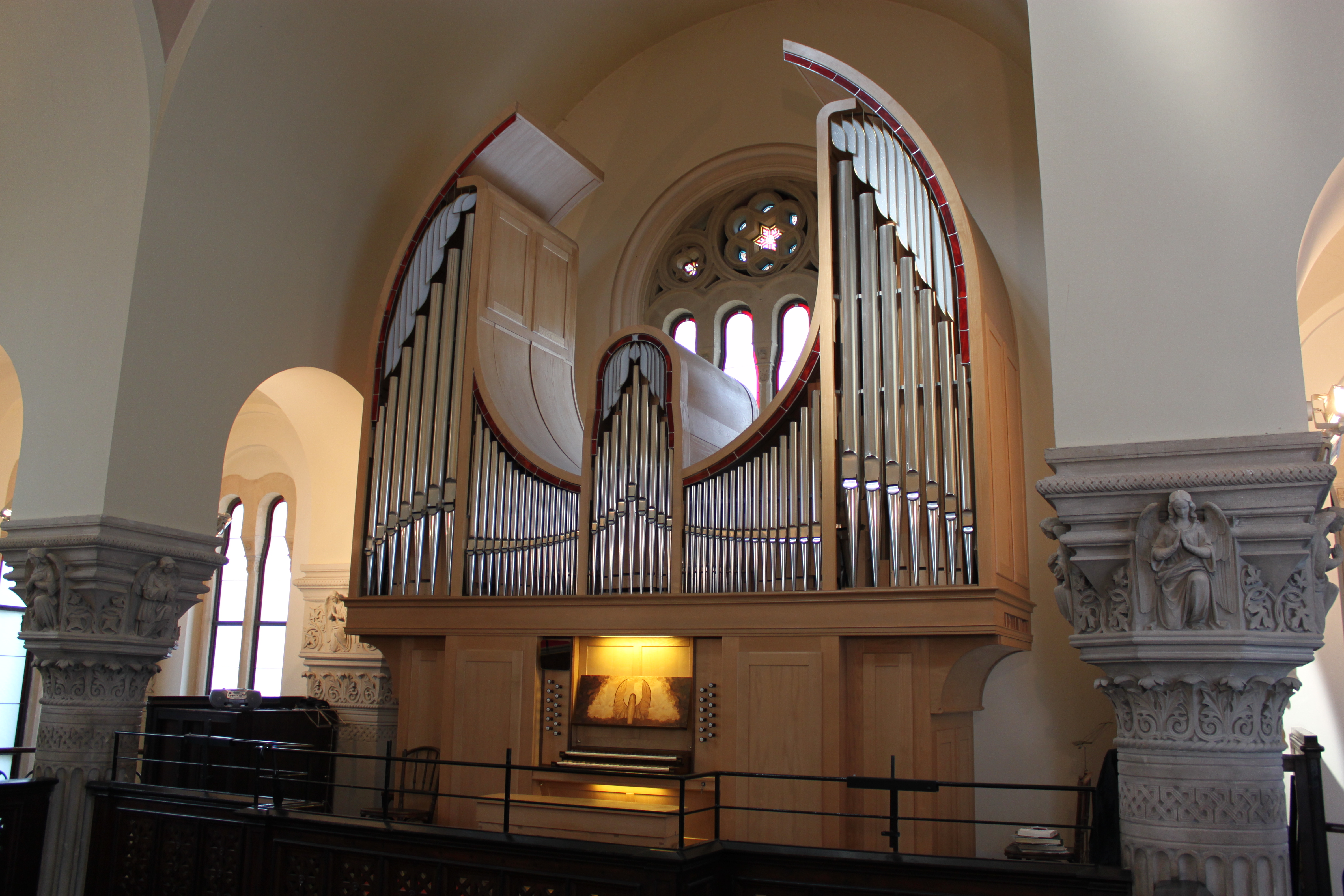
evang. Christuskirche

Wolfgang Karner (* ?) ist ein österreichischer Orgelbauer in Lanzenkirchen.

## Leben
W. Karner betreibt seit 16. März 1993 ein Gewerbe für Orgelbau. Er ist auf die Restaurierung historischer Orgeln spezialisiert.

## Neubauten
| Jahr | Ort            | Gebäude               | Bild | Manuale | Register | Bemerkungen |
| ---- | -------------- | --------------------- | ---- | ------- | -------- | ----------- |
| 2007 | Wien-Favoriten | evang. Christuskirche |      | II/P    | 17       | [ 1 ]       |

## Restaurierungen
| Jahr | Ort                     | Gebäude                              | Bild | Manuale | Register | Bemerkungen                                                                                         |
| ---- | ----------------------- | ------------------------------------ | ---- | ------- | -------- | --------------------------------------------------------------------------------------------------- |
| 1995 | Lanzenkirchen           | Pfarrkirche Lanzenkirchen            |      | I/P     | 10       | Restaurierung der Orgel von Stephan Hechinger aus 1843                                              |
| 1997 | Oberschützen            | Evang. Pfarrkirche Unterschützen     |      | I/P     | 11       | Restaurierung der Orgel von Friedrich Werner aus 1870                                               |
| 1998 | Rust                    | Evangelische Pfarrkirche Rust am See |      | I/P     | 9        | Restaurierung der Orgel von Johann Gottfried Malleck aus 1789                                       |
| 2002 | St. Egyden am Steinfeld | Pfarrkirche St. Egyden am Steinfeld  |      | I/P     | 8        | Restaurierung der Orgel von Johann M. Kauffmann aus 1890                                            |
| 2015 | Oberschützen            | Evang. Pfarrkirche Oberschützen      |      | I/P     | 16       | Restaurierung der Orgel von Carl Hesse aus 1862                                                     |
| 2016 | Tulln                   | Pfarrkirche St. Stephan (Tulln)      |      | III/P   | 37       | Restaurierung der Orgel von OÖ Orgelbauanstalt gemeinsam mit Rieger Orgelbau aus 1960               |
| 2017 | Wien-Innere Stadt       | Malteserkirche (Wien)                |      | I/P     | 8        | Restaurierung der Orgel von Gottfried Sonnholz aus 1767                                             |
| 2018 | Wien-Penzing            | Wallfahrtskirche Mariabrunn          |      | II/P    | 19       | Restaurierung der Orgel von Gottfried Sonnholz aus 1734, Rückbau der Pneumatik von Ferdinand Molzer |
| 2021 | Göllersdorf             | Pfarrkirche Großstelzendorf          |      | II/P    | 14       | Restaurierung der Orgel von Gottfried Sonnholz aus 1761                                             |
| 2021 | Perchtoldsdorf          | Einsegnungshalle                     |      | II/P    | 9        | Restaurierung der Orgel von Friedrich Heftner und Ferdinand Molzer aus 1987                         |
| 2023 | Raiding                 | Franz Liszt-Museum                   |      | I       | 5        | Restaurierung der Orgel von Johann Rath aus 1770 im Franz-Liszt-Museum                              |
| 2024 | Wien-Liesing            | Kalksburger Pfarrkirche              |      | II/P    | 18       | Restaurierung der Orgel von Anton Pfliegler aus 1801                                                |
|      | Lichtenwörth            | Pfarrkirche Lichtenwörth             |      | II/P    | 17       | umfassende Instandsetzung der Orgel von Gebrüder Rieger aus 1906                                    |